# Fussball Club Luzern 2018-2019
Questa voce raccoglie le informazioni riguardanti il Fussball Club Luzern nelle competizioni ufficiali della stagione 2018-2019.

## Stagione
Nella stagione 2018-2019 il Lucerna, allenato da René Weiler e Thomas Häberli, concluse il campionato di Super League al 5º posto. In Coppa Svizzera il Lucerna fu eliminato in semifinale dal Thun. In Europa League il Lucerna fu eliminato al terzo turno di qualificazione dall'Olympiacos.

## Rosa
| N. |                      | Ruolo | Calciatore           |
| -- | -------------------- | ----- | -------------------- |
| 1  | Svizzera (bandiera)  | P     | David Zibung         |
| 2  | Georgia (bandiera)   | D     | Otar Kakabadze       |
| 3  | Serbia (bandiera)    | D     | Lazar Ćirković       |
| 4  | Svizzera (bandiera)  | D     | Stefan Knežević      |
| 5  | Brasile (bandiera)   | D     | Lucas Alves          |
| 7  | Svizzera (bandiera)  | D     | Claudio Lustenberger |
| 8  | Svizzera (bandiera)  | C     | Olivier Custodio     |
| 9  | Australia (bandiera) | A     | Tomi Jurić           |
| 10 | Nigeria (bandiera)   | A     | Blessing Eleke       |
| 11 | Svizzera (bandiera)  | C     | Pascal Schürpf       |
| 13 | Germania (bandiera)  | C     | Tsiy Ndenge          |
| 14 | Svizzera (bandiera)  | P     | Mirko Salvi          |
| 15 | Germania (bandiera)  | C     | Marvin Schulz        |
| 17 | Svizzera (bandiera)  | D     | Simon Grether        |

| N. |                           | Ruolo | Calciatore          |
| -- | ------------------------- | ----- | ------------------- |
| 19 | Svizzera (bandiera)       | C     | Christian Schneuwly |
| 20 | Kosovo (bandiera)         | A     | Shkelqim Demhasaj   |
| 22 | Svizzera (bandiera)       | P     | Loïc Jacot          |
| 23 | Svizzera (bandiera)       | C     | Stefan Wolf         |
| 24 | Svizzera (bandiera)       | A     | Ruben Vargas        |
| 25 | Svizzera (bandiera)       | D     | Yannick Schmid      |
| 27 | Svizzera (bandiera)       | D     | Christian Schwegler |
| 28 | Costa d'Avorio (bandiera) | A     | Eric Tia            |
| 34 | Svizzera (bandiera)       | D     | Silvan Sidler       |
| 35 | Svizzera (bandiera)       | C     | Filip Ugrinić       |
| 36 | Germania (bandiera)       | C     | Dren Feka           |
| 37 | Svizzera (bandiera)       | D     | Cleric Njau         |
| 42 | Kosovo (bandiera)         | C     | Idriz Voca          |
| 68 | Svizzera (bandiera)       | C     | Francisco Rodríguez |

## Organigramma societario
Area tecnica
- Allenatore: Thomas Häberli
- Allenatore in seconda: Thomas Binggeli, Manuel Klökler
- Preparatore dei portieri: Lorenzo Bucchi
- Preparatori atletici: Eric Schönfeld, Christian Schmidt

## Calciomercato

### Sessione estiva
| Acquisti | Acquisti       | Acquisti               | Acquisti |
| R.       | Nome           | da                     | Modalità |
| -------- | -------------- | ---------------------- | -------- |
| C        | Tsiy Ndenge    | Borussia M'gladbach II |          |
| D        | Otar Kakabadze | Gimnàstic              |          |
| A        | Blessing Eleke | Ashdod                 |          |
| P        | Mirko Salvi    | Grasshoppers           |          |
| P        | Loïc Jacot     | Neuchâtel Xamax        |          |

| Cessioni | Cessioni             | Cessioni   | Cessioni |
| R.       | Nome                 | a          | Modalità |
| -------- | -------------------- | ---------- | -------- |
| C        | Daniel Follonier     | Servette   |          |
| D        | Remo Arnold          | Winterthur |          |
| P        | Simon Enzler         | Kriens     |          |
| C        | Hekuran Kryeziu      | Zurigo     |          |
| A        | Dereck Kutesa        | Basilea    |          |
| P        | Jonas Omlin          | Basilea    |          |
| D        | Nicolas Schindelholz | Aarau      |          |

### Sessione invernale
| Acquisti | Acquisti | Acquisti  | Acquisti |
| R.       | Nome     | da        | Modalità |
| -------- | -------- | --------- | -------- |
| A        | Eric Tia | Zurigo II |          |

| Cessioni | Cessioni         | Cessioni      | Cessioni |
| R.       | Nome             | a             | Modalità |
| -------- | ---------------- | ------------- | -------- |
| C        | Valeriane Gvilia | Górnik Zabrze |          |

## Risultati

### Super League

#### Prima fase, girone di andata
| Arbitro: | Erlachner |

|  |           |                       |
|  | Marcatori | 14’ Karlen 75’ Tréand |

| Arbitro: | Tschudi |

|                             |           |               |
| Facchinetti 48’ Hediger 53’ | Marcatori | 31’ Rodríguez |

| Arbitro: | Jaccottet |

|                                                |           |                   |
| Demhasaj 22’ Schürpf 45’ (rig.), 58’ Eleke 74’ | Marcatori | 6’ Yao 64’ Vécsei |

| Arbitro: | Klossner |

|                               |           |                                     |
| Schürpf 67’ (rig.) Gvilia 89’ | Marcatori | 24’, 77’ (rig.) Hoarau 72’ Ngamaleu |

| Arbitro: | Schnyder |

|  |           |          |
|  | Marcatori | 55’ Voca |

| Arbitro: | Jaccottet |

|                       |           |               |
| Eleke 84’ Schürpf 90’ | Marcatori | 4’ Holzhauser |

| Arbitro: | Hänni |

|          |           |  |
| Odey 55’ | Marcatori |  |

| Arbitro: | Schnyder |

|                 |           |                  |
| Bua 33’ Dié 79’ | Marcatori | 90’ (rig.) Eleke |

| Arbitro: | Tschudi |

|             |           |                                 |
| Ugrinić 62’ | Marcatori | 14’ Djitté 54’ Toma 64’ Fortune |

#### Prima fase, girone di ritorno
| Arbitro: | Fähndrich |

|                      |           |                                      |
| Hoarau 68’ Nsame 79’ | Marcatori | 16’ Demhasaj 82’ Schulz 87’ Knežević |

| Arbitro: | Tschudi |

|  |           |                          |
|  | Marcatori | 63’ Sorgić 90’ Salanović |

| Arbitro: | Schärer |

|            |           |                           |
| Pickel 29’ | Marcatori | 45’ Schürpf 81’ Schneuwly |

| Arbitro: | Hänni |

|                      |           |                                                            |
| Eleke 22’ Vargas 90’ | Marcatori | 5’ Domgjoni 27’ Odey 70’ Kololli 73’ Marchesano 90’ Winter |

| Arbitro: | Schnyder |

|               |           |                                         |
| Carlinhos 72’ | Marcatori | 37’, 61’ Vargas 47’ Schneuwly 75’ Eleke |

| Arbitro: | Bieri |

|            |           |            |
| Schürpf 7’ | Marcatori | 90’ Cömert |

| Arbitro: | Jaccottet |

|                      |           |  |
| Kasami 79’ Mveng 90’ | Marcatori |  |

| Arbitro: | Fähndrich |

|                       |           |                            |
| Bajrami 11’ N'Goy 34’ | Marcatori | 2’, 79’ Eleke 18’ Ćirković |

| Arbitro: | Schärer |

|                           |           |            |
| Wiss 6’ (aut.) Vargas 20’ | Marcatori | 59’ Kutesa |

#### Seconda fase, girone di andata
| Arbitro: | Schnyder |

|                   |           |                                   |
| Bamert 16’ (aut.) | Marcatori | 2’ Morgado 79’ (rig.), 89’ Adryan |

| Arbitro: | Hänni |

|                       |           |            |
| Ademi 25’ Nuzzolo 40’ | Marcatori | 80’ Schulz |

| Arbitro: | Jaccottet |

|  |           |                                     |
|  | Marcatori | 32’ Sadiku 77’ Gerndt 86’ Sabbatini |

| Arbitro: | Klossner |

|            |           |           |
| Khelifi 8’ | Marcatori | 80’ Alves |

| Arbitro: | San |

|           |           |                                           |
| Ajeti 50’ | Marcatori | 16’ Schulz 23’ Schneuwly 54’ (aut.) Ajeti |

| Arbitro: | Hänni |

|                                     |           |  |
| Schürpf 44’ Schneuwly 55’ Eleke 85’ | Marcatori |  |

| Arbitro: | Erlachner |

|                   |           |             |
| Zibung 58’ (aut.) | Marcatori | 73’ Schürpf |

| Arbitro: | Hänni |

|  |           |           |
|  | Marcatori | 80’ Suchý |

| Arbitro: | Schärer |

|                  |           |                              |
| Eleke 63’ (rig.) | Marcatori | 56’ Nsame 61’ Sow 70’ Garcia |

#### Seconda fase, girone di ritorno
| Arbitro: | Tschudi |

|                         |           |                     |
| Lenjani 1’ Uldriķis 65’ | Marcatori | 9’ Vargas 63’ Eleke |

| Arbitro: | Hänni |

|  |           |           |
|  | Marcatori | 80’ Ademi |

| Arbitro: | Dudic |

|              |           |                 |
| Barnetta 90’ | Marcatori | 35’, 51’ Schulz |

| Arbitro: | Tschudi |

|                                       |           |               |
| Gelmi 3’ (aut.) Schürpf 34’ Eleke 88’ | Marcatori | 50’ Spielmann |

| Arbitro: | San |

|            |           |  |
| Gerndt 39’ | Marcatori |  |

| Arbitro: | Dudic |

|                                            |           |  |
| Eleke 25’, 63’ Vargas 28’ Diani 66’ (aut.) | Marcatori |  |

| Arbitro: | Fähndrich |

|                                             |           |                   |
| Kuzmanović 18’ (rig.) Balanta 37’ Ajeti 47’ | Marcatori | 51’, 54’ Demhasaj |

| Arbitro: | Tschudi |

|                                   |           |  |
| Vargas 8’, 51’ Kryeziu 29’ (aut.) | Marcatori |  |

| Arbitro: | Bieri |

|                                                      |           |  |
| Hoarau 27’ Fassnacht 49’ Ngamaleu 72’ von Bergen 75’ | Marcatori |  |

### Coppa Svizzera
| Arbitro: | Tschudi |

|             |           |                                                                                     |
| Nassisi 51’ | Marcatori | 1’, 34’, 42’ Demhasaj 33’ Schulz 50’ Gvilia 63’ Schneuwly 69’ Vargas 78’, 90’ Eleke |

| Arbitro: | Jaccottet |

|                                                     |                      |                                         |
| Chagas 23’ Wüthrich 41’ Antunes 117’                | Marcatori            | 36’, 102’ Schwegler 68’ (aut.) Rouiller |
| Routis Schalk Follonier Cespedes Stevanović Antunes | Tiri di rigore 4 – 5 | Grether Voca Vargas Gvilia Eleke Wolf   |

| Arbitro: | Klossner |

|  |           |                        |
|  | Marcatori | 61’ Knežević 67’ Jurić |

| Arbitro: | Schärer |

|                                          |           |  |
| Schürpf 5’, 62’ Schneuwly 69’ Vargas 75’ | Marcatori |  |

| Arbitro: | Jaccottet |

|  |           |           |
|  | Marcatori | 80’ Gelmi |

### Europa League

#### Fase di qualificazione
| Arbitro: | Letexier |

|                                               |           |  |
| Christodoulopoulos 10’, 33’ Guerrero 35’, 84’ | Marcatori |  |

| Arbitro: | Levnikov |

|              |           |                                          |
| Demhasaj 82’ | Marcatori | 23’, 60’ Christodoulopoulos 68’ Guerrero |

## Statistiche

### Statistiche di squadra
| Competizione   | Punti | In casa | In casa | In casa | In casa | In casa | In casa | In trasferta | In trasferta | In trasferta | In trasferta | In trasferta | In trasferta | Totale | Totale | Totale | Totale | Totale | Totale | DR  |
| Competizione   | Punti | G       | V       | N       | P       | Gf      | Gs      | G            | V            | N            | P            | Gf           | Gs           | G      | V      | N      | P      | Gf     | Gs     | DR  |
| -------------- | ----- | ------- | ------- | ------- | ------- | ------- | ------- | ------------ | ------------ | ------------ | ------------ | ------------ | ------------ | ------ | ------ | ------ | ------ | ------ | ------ | --- |
| Super League   | 46    | 18      | 7       | 1       | 10      | 29      | 32      | 18           | 7            | 3            | 8            | 27           | 29           | 36     | 14     | 4      | 18     | 56     | 61     | -5  |
| Coppa Svizzera | -     | 2       | 1       | 0       | 1       | 4       | 1       | 3            | 2            | 1            | 0            | 14           | 4            | 5      | 3      | 1      | 1      | 18     | 5      | +13 |
| Europa League  | -     | 1       | 0       | 0       | 1       | 1       | 3       | 1            | 0            | 0            | 1            | 0            | 4            | 2      | 0      | 0      | 2      | 1      | 7      | -6  |
| Totale         | 46    | 21      | 8       | 1       | 12      | 34      | 36      | 22           | 9            | 4            | 9            | 41           | 37           | 43     | 17     | 5      | 21     | 75     | 73     | +2  |

### Andamento in campionato
| Giornata  | 1 | 2 | 3 | 4 | 5 | 6 | 7 | 8 | 9 | 10 | 11 | 12 | 13 | 14 | 15 | 16 | 17 | 18 | 19 | 20 | 21 | 22 | 23 | 24 | 25 | 26 | 27 | 28 | 29 | 30 | 31 | 32 | 33 | 34 | 35 | 36 |
| --------- | - | - | - | - | - | - | - | - | - | -- | -- | -- | -- | -- | -- | -- | -- | -- | -- | -- | -- | -- | -- | -- | -- | -- | -- | -- | -- | -- | -- | -- | -- | -- | -- | -- |
| Luogo     | C | T | C | C | T | C | T | T | C | T  | C  | T  | C  | T  | C  | T  | T  | C  | C  | T  | C  | T  | T  | C  | T  | C  | C  | T  | C  | T  | C  | T  | C  | T  | C  | T  |
| Risultato | P | P | V | P | V | V | P | P | P | V  | P  | V  | P  | V  | N  | P  | V  | V  | P  | P  | P  | N  | V  | V  | N  | P  | P  | N  | P  | V  | V  | P  | V  | P  | V  | P  |
| Posizione | 9 | 9 | 7 | 9 | 7 | 4 | 5 | 6 | 8 | 6  | 7  | 7  | 7  | 6  | 6  | 7  | 6  | 5  | 6  | 7  | 7  | 7  | 6  | 4  | 5  | 5  | 6  | 7  | 8  | 6  | 4  | 5  | 4  | 5  | 3  | 5  |

Legenda:

Luogo: C = Casa; T = Trasferta. Risultato: V = Vittoria; N = Pareggio; P = Sconfitta.

### Statistiche dei giocatori
| Giocatore       | Super League | Super League | Super League | Super League | Coppa Svizzera | Coppa Svizzera | Coppa Svizzera | Coppa Svizzera | Europa League | Europa League | Europa League | Europa League | Totale   | Totale | Totale      | Totale     |
| Giocatore       | Presenze     | Reti         | Ammonizioni  | Espulsioni   | Presenze       | Reti           | Ammonizioni    | Espulsioni     | Presenze      | Reti          | Ammonizioni   | Espulsioni    | Presenze | Reti   | Ammonizioni | Espulsioni |
| --------------- | ------------ | ------------ | ------------ | ------------ | -------------- | -------------- | -------------- | -------------- | ------------- | ------------- | ------------- | ------------- | -------- | ------ | ----------- | ---------- |
| L. Alves        | 31           | 1            | 3            | 0            | 4              | 0              | 1              | 0              | 2             | 0             | 1             | 0             | 37       | 1      | 5           | 0          |
| O. Custodio     | 26           | 0            | 2            | 0            | 3              | 0              | 0              | 0              | 0             | 0             | 0             | 0             | 29       | 0      | 2           | 0          |
| S. Demhasaj     | 31           | 4            | 2            | 0            | 5              | 3              | 1              | 0              | 2             | 1             | 0             | 0             | 38       | 8      | 3           | 0          |
| B. Eleke        | 32           | 13           | 6            | 1            | 5              | 2              | 0              | 0              | 2             | 0             | 0             | 0             | 39       | 15     | 6           | 1          |
| D. Feka         | 3            | 0            | 0            | 0            | 1              | 0              | 0              | 0              | 0             | 0             | 0             | 0             | 4        | 0      | 0           | 0          |
| S. Grether      | 23           | 0            | 2            | 1            | 2              | 0              | 0              | 0              | 2             | 0             | 0             | 0             | 27       | 0      | 2           | 1          |
| V. Gvilia       | 11           | 1            | 0            | 0            | 2              | 1              | 0              | 0              | 2             | 0             | 0             | 0             | 15       | 2      | 0           | 0          |
| L. Jacot        | 0            | 0            | 0            | 0            | 0              | 0              | 0              | 0              | 0             | 0             | 0             | 0             | 0        | 0      | 0           | 0          |
| T. Jurić        | 7            | 0            | 0            | 0            | 1              | 1              | 0              | 0              | 0             | 0             | 0             | 0             | 8        | 1      | 0           | 0          |
| O. Kakabadze    | 12           | 0            | 4            | 0            | 2              | 0              | 0              | 0              | 0             | 0             | 0             | 0             | 14       | 0      | 4           | 0          |
| S. Knežević     | 8            | 1            | 0            | 0            | 1              | 1              | 1              | 0              | 0             | 0             | 0             | 0             | 9        | 2      | 1           | 0          |
| C. Lustenberger | 2            | 0            | 1            | 0            | 0              | 0              | 0              | 0              | 0             | 0             | 0             | 0             | 2        | 0      | 1           | 0          |
| T. Ndenge       | 14           | 0            | 2            | 0            | 2              | 0              | 1              | 0              | 0             | 0             | 0             | 0             | 16       | 0      | 3           | 0          |
| C. Njau         | 0            | 0            | 0            | 0            | 0              | 0              | 0              | 0              | 0             | 0             | 0             | 0             | 0        | 0      | 0           | 0          |
| F. Rodríguez    | 4            | 1            | 0            | 0            | 2              | 0              | 0              | 0              | 0             | 0             | 0             | 0             | 6        | 1      | 0           | 0          |
| M. Salvi        | 10           | 0            | 1            | 0            | 0              | 0              | 0              | 0              | 2             | 0             | 0             | 0             | 12       | 0      | 1           | 0          |
| Y. Schmid       | 9            | 0            | 1            | 0            | 1              | 0              | 0              | 0              | 1             | 0             | 1             | 0             | 11       | 0      | 2           | 0          |
| C. Schneuwly    | 35           | 4            | 7            | 0            | 5              | 2              | 1              | 0              | 2             | 0             | 1             | 0             | 42       | 6      | 9           | 0          |
| M. Schulz       | 33           | 5            | 7            | 0            | 4              | 1              | 2              | 0              | 2             | 0             | 0             | 0             | 39       | 6      | 9           | 0          |
| C. Schwegler    | 27           | 0            | 10           | 1            | 3              | 2              | 2              | 0              | 1             | 0             | 0             | 0             | 31       | 2      | 12          | 1          |
| P. Schürpf      | 34           | 9            | 1            | 0            | 4              | 2              | 1              | 0              | 2             | 0             | 0             | 0             | 40       | 11     | 2           | 0          |
| S. Sidler       | 24           | 0            | 7            | 0            | 4              | 0              | 2              | 0              | 2             | 0             | 0             | 0             | 30       | 0      | 9           | 0          |
| E. Tia          | 0            | 0            | 0            | 0            | 0              | 0              | 0              | 0              | 0             | 0             | 0             | 0             | 0        | 0      | 0           | 0          |
| F. Ugrinić      | 14           | 1            | 2            | 0            | 2              | 0              | 0              | 0              | 1             | 0             | 0             | 0             | 17       | 1      | 2           | 0          |
| R. Vargas       | 31           | 8            | 7            | 1            | 5              | 2              | 0              | 0              | 2             | 0             | 0             | 0             | 38       | 10     | 7           | 1          |
| I. Voca         | 30           | 1            | 8            | 0            | 4              | 0              | 0              | 0              | 2             | 0             | 1             | 0             | 36       | 1      | 9           | 0          |
| S. Wolf         | 0            | 0            | 0            | 0            | 1              | 0              | 1              | 0              | 1             | 0             | 0             | 0             | 2        | 0      | 1           | 0          |
| D. Zibung       | 26           | 0            | 3            | 0            | 5              | 0              | 0              | 0              | 0             | 0             | 0             | 0             | 31       | 0      | 3           | 0          |
| L. Ćirković     | 16           | 1            | 4            | 0            | 3              | 0              | 1              | 0              | 0             | 0             | 0             | 0             | 19       | 1      | 5           | 0          |